# 清遠KTV縱火案
刘纯露故意纵火案，也称清远KTV纵火案，發生於2018年4月24日凌晨30分，當時廣東省清遠市的一家KTV遭到縱火，导致至少18人死亡5人受伤。

## 過程
2018年4月23日，32歲男子刘纯露与朋友黄某、何某、吴某来到中國广东省清遠市管轄下的英德市茶园路兰桂坊KTV唱歌喝酒。在此期间，刘纯露进入同楼层的另一厢房内，向一女服务员张某表白遭拒，心生怨恨；随后刘纯露与邓某明谈买卖灵芝生意时又交易不成，心生恼怒，扬言要放火烧掉KTV。4月24日凌晨0时30分许，刘纯露来到该KTV一楼大厅，将停放在该处的摩托车输油管拔掉，致油箱内的大量汽油流向地面，隨後劉用打火机点燃地面的汽油。汽油发生燃烧後，火势蔓延至KTV整个大厅，将大厅及门口的木门、摩托车等物品引燃，並產生大量浓烟。最終KTV火災造成18人死亡，1人重伤、2人轻伤、1人轻微伤。劉本人臀部亦被烧伤。
4月24日上午10时50分，刘纯露在英德市英城街道城西居委会水楼下组村被抓获。刘纯露是英德市英城街道城西居委会水楼下组14号人。刘纯露表示，事發當晚喝酒後因為和朋友吵架，就放火烧了自己的车，縱火后回自己家的旧屋睡觉。

## 判決
2018年9月11日，广东省清远市中级人民法院以放火罪一审判处刘纯露死刑，剥夺政治权利终身。劉不服，提起上訴。2019年6月18日，广东省高级人民法院二审判决驳回上诉，维持原判，并对刘纯露的死刑判决报请最高人民法院核准。最高人民法院核准刘纯露的死刑裁定。12月24日上午，广东省清远市中级人民法院对刘纯露执行死刑。